# DaRond Stovall

DaRond Tyrone Stovall (né le 3 janvier 1973 à Saint-Louis, Missouri, États-Unis) est un voltigeur de baseball ayant évolué dans les Ligues majeures pour les Expos de Montréal.

## Carrière
DaRond Stovall est un choix de cinquième ronde des Cardinals de Saint-Louis en 1991. Les Expos de Montréal font son acquisition le 5 avril 1995 lorsqu'ils cèdent le lanceur étoile Ken Hill aux Cardinals en retour de Stovall et des lanceurs Bryan Eversgerd et Kirk Bullinger.
Stovall fait ses débuts dans le baseball majeur avec Montréal le 1er avril 1998. Il joue 62 parties avec les Expos durant la saison 1998 où il porte le numéro d'uniforme 50. Il frappe 16 coups sûrs dont deux circuits, marque 11 points et en produit six. Sa moyenne au bâton s'élève à ,205.
Il ne revient pas dans le baseball majeur et évolue en ligues mineures jusqu'en 2000 avec des équipes affiliées aux Dodgers de Los Angeles, aux Marlins de la Floride et aux Angels d'Anaheim.